# Trentepohlia nigrescens
Trentepohlia nigrescens är en tvåvingeart som beskrevs av Alexander 1936. Trentepohlia nigrescens ingår i släktet Trentepohlia och familjen småharkrankar. Inga underarter finns listade i Catalogue of Life.